# Bản Ngò
Bản Ngò là một xã thuộc huyện Xín Mần, tỉnh Hà Giang, Việt Nam.

## Địa lý
Xã Bản Ngò có vị trí địa lý:
- Phía đông giáp xã Tả Nhìu và xã Chế Là
- Phía tây giáp xã Nàn Ma
- Phía nam giáp tỉnh Lào Cai và xã Nấm Dẩn
- Phía bắc giáp thị trấn Cốc Pài và xã Nàn Ma.

Xã Bản Ngò có diện tích 22,61 km², dân số năm 2019 là 3.741 người, mật độ dân số đạt 166 người/km².

## Hành chính
Xã Bản Ngò được chia thành 9 thôn: Đán Khao, Đoàn Kết, Trúng Chải, Táo Thượng, Bản Ngò, Thắng Lợi, Xín Trải, Nậm Phàng, Táo Hạ.

## Lịch sử
Trước đây, Bản Ngò là một xã thuộc huyện Hoàng Su Phì.
Ngày 15 tháng 12 năm 1962, Hội đồng Chính phủ ban hành Quyết định 211/1962/QĐ-CP về việc chia xã Cốc Pài thành xã Cốc Pài (nay là thị trấn Cốc Pài) và xã Bản Ngò.
Ngày 1 tháng 4 năm 1965, Hội đồng Chính phủ ban hành Quyết định số 49-CP về việc thành lập huyện Xín Mần trên cơ sở tách xã Bản Ngò thuộc huyện Hoàng Su Phì.